# Edward de Bono

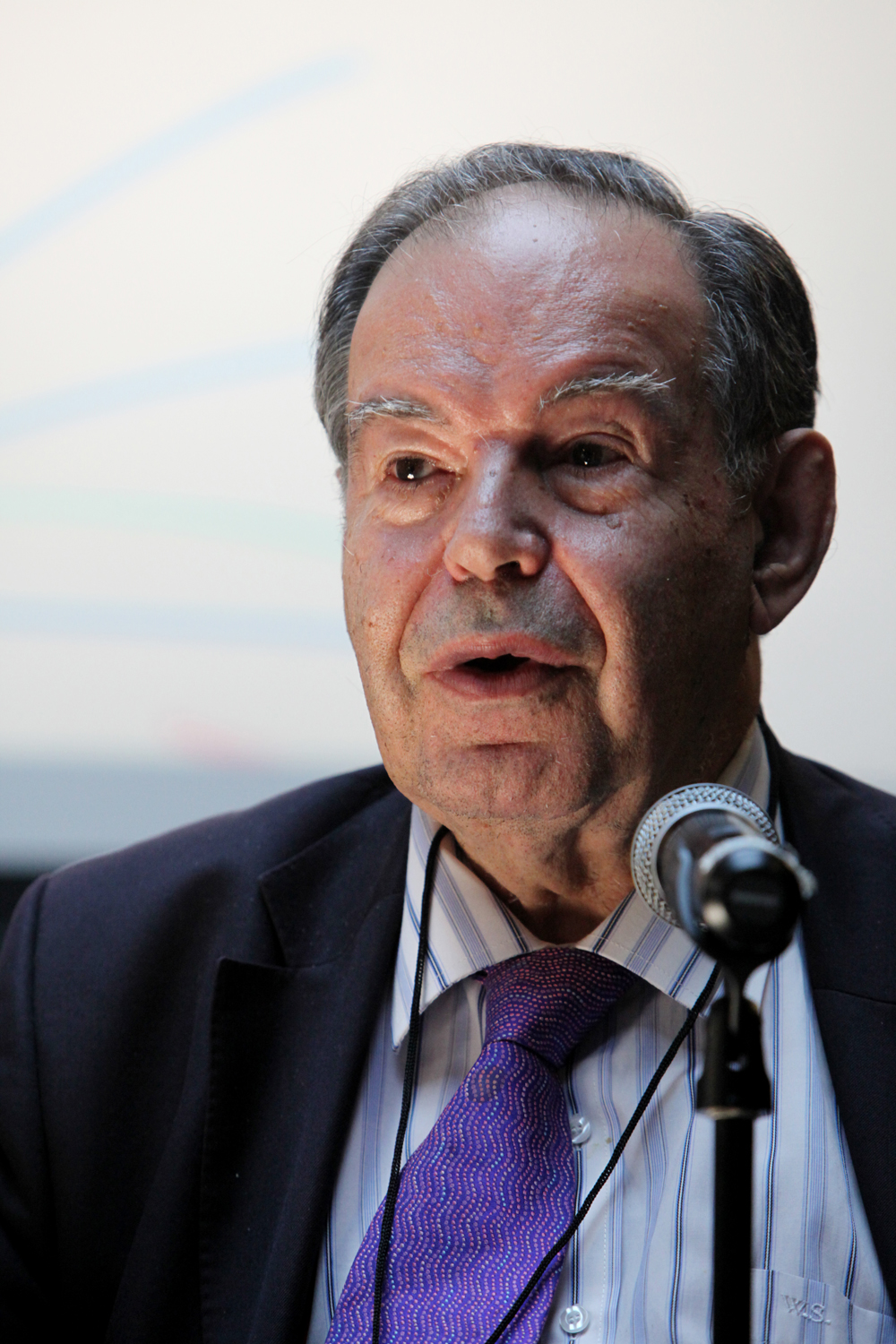
Edward de Bono (2009)

Edward de Bono (* 19. Mai 1933 auf Malta; † 9. Juni 2021 ebenda) war ein maltesischer Mediziner, Kognitionswissenschaftler und Schriftsteller.

## Leben

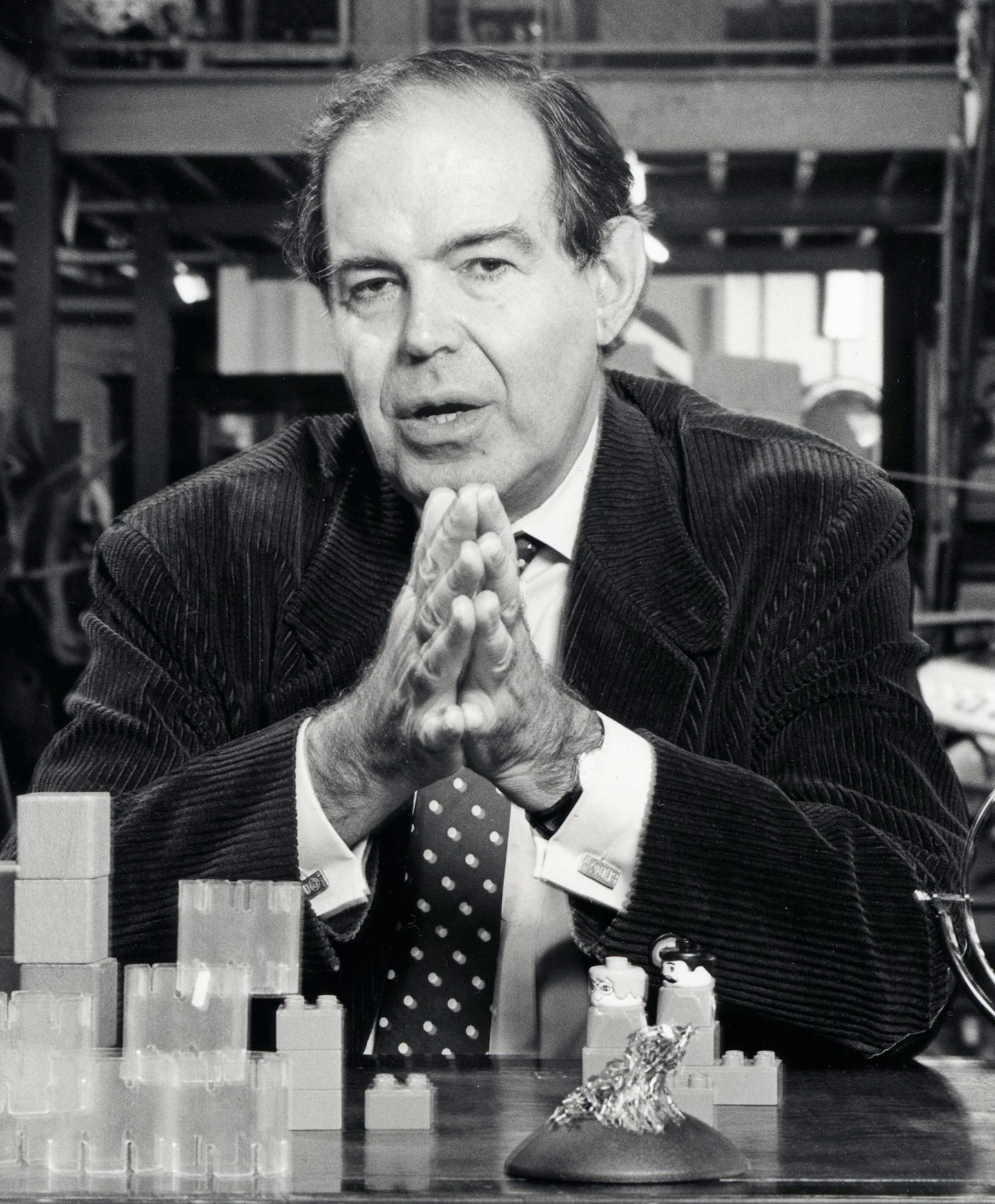
Edward de Bono (1994)

De Bono studierte am St. Edward’s College auf Malta und an der dortigen Universität Medizin, später an der Universität Oxford in England Psychologie. Er wurde an der Universität Cambridge im Jahr 1969 promoviert und gründete dort den Cognitive Research Trust (CoRT), der unter anderem zum Ziel hat, seine Lehren zu verbreiten.
Die Abkürzung CoRT wird heute für das 1972 von de Bono geschriebene CoRT-Programm verwendet, das aus sechs Gruppen (CoRT 1 bis CoRT 6) von je 10 Lerneinheiten besteht. Laut de Bono ist das CoRT-Programm das weltweit am meisten verwendete Programm zur Unterrichtung von Denken als Fertigkeit.
Anfang 1981 wurde die 13-teilige WDR-Produktion Dreizehn Mal Denken, alternativ auch Dreizehnmal denken, (basierend auf dem Buch The Greatest Thinkers) im Dritten Programm des WDR, ein Jahr später im Schweizer Fernsehen ausgestrahlt. Am 27. Oktober 1982 folgte der erste Teil der 7-teiligen BBC-Fernsehreihe De Bono’s Thinking Course (‚De Bonos Kurs im Denken‘). Beide Serien wurden von ihm selbst produziert.
De Bono galt als einer der führenden Lehrer für kreatives Denken. Er hat eine Vielzahl von Techniken entwickelt, die helfen sollen, neue Ideen zu finden und sich aus eingefahrenen Denkmustern zu lösen. Dazu gehören das Denkkonzept des Lateralen Denkens, das L-Spiel und die Kreativitätstechnik der sich farblich unterscheidenden Denkhüte von De Bono.
Nach Stuart Crainer hat de Bono auf die Betriebswirtschaftslehre durch die Konzentration auf sogenannte Soft-Factors (‚weiche Faktoren‘) vermehrt Einfluss gewonnen. Auf ihn geht die Argumentation zurück, dass Konkurrenz heute nicht mehr ausreiche, sondern dass Surpetition (das Erzeugen von Werte-Monopolen) das Wirtschaftsleben der Zukunft bestimmen werde.
Bis 2009 veröffentlichte Edward de Bono, der die Metapher Dorfvenus-Effekt prägte, 62 Bücher, die in 37 Sprachen übersetzt wurden.
De Bono starb am 9. Juni 2021 kurz nach seinem 88. Geburtstag.
Der Asteroid (2541) Edebono wurde 1996 nach ihm benannt.

## Schriften (Auswahl)

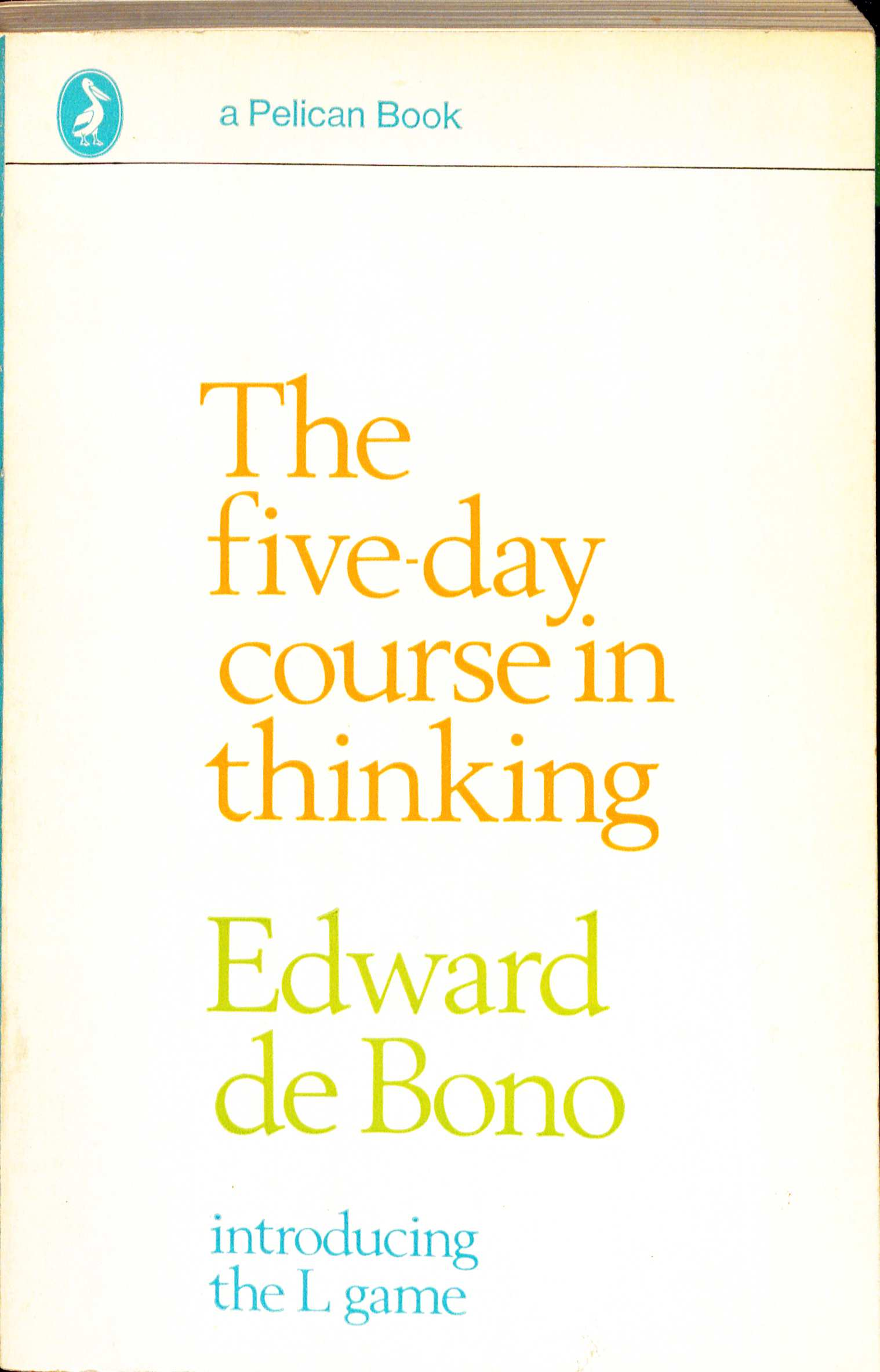
The five-day course in thinking (Ausgabe 1970)

- The five daycourse in thinking. Introducing the L game. Basic Books, 1967
- The Use of Lateral Thinking, 1968
  - deutsch: Laterales Denken, Düsseldorf: Econ-Verlag, 1989
- The Mechanism of Mind, 1976
- Six Thinking Hats, 1986
- Serious Creativity, 1992
  - Serious Creativity. Die Entwicklung neuer Ideen durch die Kraft des lateralen Denkens. Schäffer-Poeschel, Stuttgart 1996.
- How to be more interesting, 1997
- How to have a beautiful Mind, 2001
  - deutsch: Der Kluge Kopf, 2004
- De Bonos neue Denkschule. Kreativer Denken, effektiver arbeiten, mehr erreichen. Übersetzung [von Bonos’s thinking course] aus dem Englischen von Martin Rometsch. 3. Auflage. mvg-Verlag, Landsberg/München 2010, ISBN 978-3-86882-215-1.